# Iacob Paleolog
Eminent umanist, Iacob Paleologul era un descendent al familiei Paleologilor, ultimii împărați bizantini, care s-au refugiat după căderea Constantinopolului (1453) în Creta și Italia, ajungând apoi în Germania și Polonia. De aici Iacob Paleologul a plecat împreună cu soția sa Eufrosina în Transilvania, unde fuseseră invitați de un anumit Heltai din Cisnădie, reformatorul Clujului. La vremea aceea, Clujul era amenințat de ciumă și familia s-a refugiat la Alțâna, unde au fost probabil primiți de grofii Gerendi. Despina Paleolog, fiica lor, se molipsise deja de la Cluj și a murit la Alțâna, fiind înmormântată în corul bisericii.